# Dictyophragmus englerianus
Dictyophragmus englerianus är en korsblommig växtart som först beskrevs av Reinhold Conrad Muschler, och fick sitt nu gällande namn av Otto Eugen Schulz. Dictyophragmus englerianus ingår i släktet Dictyophragmus och familjen korsblommiga växter. Inga underarter finns listade i Catalogue of Life.